# Timmele
Timmele est une localité de Suède située dans la commune d'Ulricehamn du comté de Västra Götaland. Elle couvre une superficie de 1,21 km2. En 2010, elle compte 847 habitants.